# David Wong
David Wong, pseudonimo di Jason Pargin (Lawrenceville, 10 gennaio 1975), è uno scrittore statunitense.

## Biografia
Nato Jason Pargin nel 1975 a Lawrenceville, ha studiato alla Southern Illinois University dove ha iniziato a lavorare per il programma televisivo Consumer Advocate.
Ha esordito nel 2007 con Alla fine John muore, nato come romanzo a puntate sul sito personale dello scrittore Pointless Waste of Time e portato sullo schermo grazie all'interessamento dal regista-produttore Don Coscarelli 5 anni più tardi.
In seguito ha pubblicato altri 3 romanzi ottenendo nel 2016 il Premio Alex con Futuristic Violence and Fancy Suits
Giornalista per il National Lampoon, è editore esecutivo del popolare sito umoristico statunitense Cracked.com.

## Opere

### Serie di John and Dave
- Alla fine John muore (John Dies at the End, 2007), Roma, Fanucci, 2014 traduzione di Federico Lopiparo ISBN 978-88-347-2448-4.
- This Book Is Full of Spiders (2012)
- What the Hell Did I Just Read (2017)
- If This Book Exists, You're in the Wrong Universe (2022)

### Serie di Zoey Ashe
- Futuristic Violence and Fancy Suits (2015)
- Zoey Punches the Future in the Dick (2020)
- Zoey is Too Drunk for This Dystopia (2023)

## Filmografia
- John Dies at the End, regia di Don Coscarelli (2012) (soggetto)

## Premi e riconoscimenti
- Premio Alex: 2016 vincitore con Futuristic Violence and Fancy Suits